# 蕭世賢
蕭世賢（1478年—1528年），字若愚，號梅林，直隸安慶府桐城縣民籍江西泰和縣人，明朝政治人物。

## 生平
父亲蕭俊彦客游江淮，喜桐城山水之勝，因此定居桐城，故又稱枞阳蕭氏。弘治十七年（1504年）甲子科應天府鄉試第七名舉人。弘治十八年（1505年）中式乙丑科三甲第七十三名進士。次年授四川重庆府推官，三年任满，擢升南京刑部广东司主事，进河南司员外郎、广东司郎中，正德八年（1513年）母亲刘太安人去世丁忧，服阕，復除南京工部营缮司郎中，不久改南京刑部山东司郎中，又復任广东司郎中。十三年丁父忧，服阕，改除刑部云南司，嘉靖元年（1522年）奉命録囚湖广。升浙江嘉兴府知府，七年（1528年）考績，中道擢湖广按察司副使，兵备郴桂，歸乡省墓，八月十日病逝。

## 家族
世居江西泰和翰溪，故稱翰溪蕭氏。曾祖蕭旭衡；祖父蕭經初（蕭經）；父蕭俊彥，母劉氏。